# Attentati di Ouagadougou del 2016
Il 15 gennaio 2016, uomini armati hanno attaccato un ristorante italiano e l'Hotel Splendid, nel cuore di Ouagadougou, capitale del Burkina Faso. Trenta persone sono state uccise e almeno 56 sono state ferite; un totale di 176 persone sono state prese in ostaggio e più tardi liberate. L'assedio è terminato il 16 gennaio 2016. Anche i responsabili dell'attacco sono stati uccisi. Tra le vittime ci sono gli ex parlamentari svizzeri Jean-Noël Rey e Georgie Lamon e Michael Santomenna, un bambino italiano di 9 anni. L'attacco è stato rivendicato da Al-Qaeda nel Maghreb Islamico (AQIM) e Al-Murabitun e rientra nell'ambito della più ampia insurrezione islamica in Burkina Faso.

## Attacchi

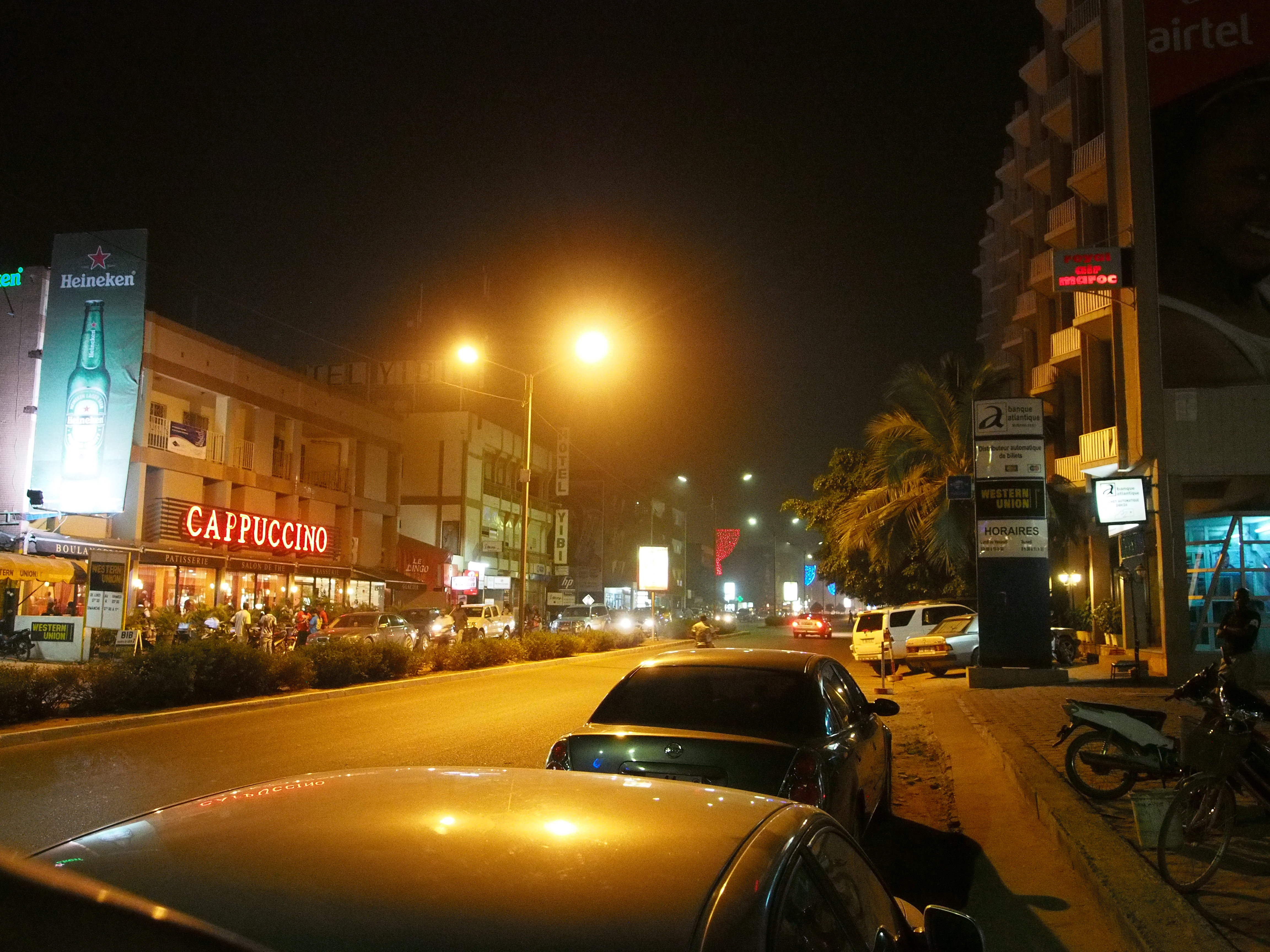
Il ristorante Cappuccino nel 2012.

Il 15 gennaio 2016, alle 19:30, sei o sette uomini armati, giunti a piedi sull'Avenue Kwame N'Krumah, hanno aperto il fuoco contro la terrazza del ristorante italiano "Cappuccino". Il locale in quel momento era frequentato da circa 100 ospiti. Verso le 20:45 un gruppo di terroristi è stato avvistato sparare contro le auto davanti al vicino Yibi Hotel. Poco dopo hanno attaccato lo Splendid Hotel, situato di fronte al Cappuccino. Tutti i luoghi coinvolti erano frequentati da uomini d'affari e stranieri. Alcuni degli aggressori sono arrivati in hotel durante il giorno e si sono mescolati con gli ospiti, mentre altri si sono uniti a loro dopo il tramonto.
Prima d'allora il Burkina Faso non aveva mai sperimentato un attacco terroristico di tale portata e le forze di sicurezza locali si sono dimostrate lente a reagire. Esse infatti sono arrivate sul posto due ore dopo l'inizio degli attacchi. A peggiorare ulteriormente la situazione vi era il fatto che i loro uomini erano scarsamente equipaggiati e le varie unità avevano problemi di coordinamento. A causa della mancanza di equipaggiamento, i gendarmi burkinabé hanno dovuto attendere l'arrivo delle forze speciali francesi dal Mali, dove erano state impegnate nell'ambito dell'operazione Barkhane.
Il ministro degli Esteri Alpha Barry ha detto: "Sappiamo che ci sono vittime e ci sono ostaggi. Attualmente l'area è bloccata dalle forze di sicurezza in attesa di un assalto per liberare gli ostaggi". Secondo il direttore del principale ospedale della città, ci sono stati 20 morti confermati, mentre un membro del personale del "Cappuccino" ha riferito che diverse persone erano state uccise al ristorante. Circa 10 ambulanze sono state usate per trasportare i feriti in ospedale per tutta la notte.
All'01:00 del giorno seguente, la sala è stata data alle fiamme mentre dei commando cercavano di liberare un numero imprecisato di ostaggi.
Alle 22, le forze di sicurezza burkinabé dell'USIGN (Unité spéciale d'intervention de la gendarmerie nationale) sono giunte davanti all'Hotel Splendid e al Cappuccino, che nel frattempo erano stati dati alle fiamme, ma è stato dato l'ordine di aspettare i francesi prima di attaccare. Nel frattempo i vigili del fuoco intervennero ed evacuarono 30 feriti. Alle 12.30 le forze speciali francesi erano giunte sul posto.
Cinquanta uomini, burkinabè e francesi, hanno assaltato lo Splendid. I francesi hanno guidato l'irruzione al piano terra, mentre i burkinabè si sono occupati di perlustrare i piani superiori. Le ricerche sono durate dall'1 alle 4.30. I jihadisti però avevano già abbandonato l'edificio e hanno aperto il fuoco sull'hotel dall'esterno, ferendo un soldato francese alla gamba. Il Cappuccino e l'Hotel Yibi sono stati perlustrati a fondo, senza alcun risultato. I jihadisti si sono cambiati più volte per evitare di essere riconosciuti e alla fine si sono rinchiusi nel vicino bar Le Taxi Brousse. Uno di loro è uscito e ha aperto il fuoco, ma è stato immediatamente ucciso dai veicoli blindati burkinabè e dalle forze speciali francesi appostate sul tetto dello Splendid. Intorno alle 5 del mattino, gli ultimi due jihadisti sono usciti dal Taxi Brousse e sono stati uccisi.
In totale 30 persone sono rimaste uccise nell'attacco, tutte davanti al ristorante Cappuccino. Anche l'attacco all'interno dello Splendid ha provocato diversi feriti, ma non si sono registrate vittime.

## Vittime
| Nazionalità      | Numero | Ref    |
| ---------------- | ------ | ------ |
| Burkina Faso     | 8      | [ 16 ] |
| Canada           | 6      | [ 16 ] |
| Ucraina          | 4      | [ 16 ] |
| Francia          | 2      | [ 16 ] |
| Svizzera         | 2      | [ 16 ] |
| Italia           | 1      | [ 17 ] |
| Portogallo       | 1      | [ 16 ] |
| Francia/ Marocco | 1      | [ 16 ] |
| Stati Uniti      | 1      | [ 16 ] |
| Paesi Bassi      | 1      | [ 16 ] |
| Libia            | 1      | [ 16 ] |
| Sconosciuti      | 2      | [ 16 ] |
| Totale           | 30     | [ 16 ] |